# Yildun
Yildun (delta Ursae Minoris) is een ster in het sterrenbeeld Kleine Beer (Ursa Minor). De ster behoort tot de spectraalklasse A1 en bezit een helderheid van +4,34m.
De ster staat ook bekend als Vildiur en Gildun.